# 日本古典SF研究会
日本古典SF研究会（にほんこてんエスエフけんきゅうかい）は、古典SF研究の第一人者の横田順彌や、長山靖生、會津信吾らが1986年に発足させた研究会。初代会長は長山靖生。名誉会長は小松左京だった。
現在、会長は作家の北原尚彦。
名前のとおり古典SF
（主に1945年以前に書かれたSF）、またその人物や作品の研究をしている。日本で最初の本格的に古典SFを研究する組織である。定期的に集会を催している。また不定期で会誌『未来趣味』を発行しており、現在までに12冊が発行されている。
- 横田順彌が著書の『古本探偵の冒険』の中でこの研究会のことを「死ぬまでつづけたい楽しい会だ」と書いている。

前身として、1982年ごろに會津信吾が会長として創設され、横田順彌、池田憲章、竹内博らが参加した「日本SF史研究会」があったが、3年ほどで解散となった。